# ギュンター・フォクト
ギュンター・フォクト（Günther Vogt、1957年 - ）は、リヒテンシュタイン出身の造園家。ランドスケープアーキテクトです。 チューリッヒに本社を置くオフィス・フォークトを主宰し率いる傍ら、2005年以来スイス連邦工科大学チューリッヒ校（チューリッヒ工科大学）でランドスケープアーキテクチャーの教授を務めており 、2012年にはPrix Meret Oppenheimを受賞した最初のランドスケープアーキテクトになる。
ヘルツォーク&ド・ムーロンや、日本の妹島和世、ノーマン・フォスター、ジャン・ヌーベル、ピーター・ズントー（ブレゲンツ美術館）などという建築家らともコラボレーションを行うこともある。 フォークトの仕事は、環境との強烈な関与によって特徴付けられる。 

## 人物
スイスに渡り、ベルンで庭師の教育を受け園芸を学んだ後、 スイスの、ラッパースウィル国際技術学校（Interkantonale Technikum Rapperswil、現在のHRS大学)で園芸訓練と造園学を学んだ。 1987年にストックリィ・コッペル・キーナスト（Stöckli, Kienast, Köppel）の従業員となり、1995年にディーター・キエナストと共にキーナスト・フォクト・パートナー（Kienast Vogt Partner）という事務所を設立しました。 キーナストの死後、2000年にチューリッヒのフォクト・ランドシャフツアルキテクテン（VOGT Landschaftsarchitekten）事務所が登場しました。そしてブランチオフィスであるフォクト・ランドシャフツプランナー（VOGT Landschaftsplaner）が2002年にはミュンヘンに、2010年からベルリンに設立されました。 2008年、ロンドンに本拠を置く第三オフィスであるフォクト・ランドシャフツプランナーは、選手村のしごとを勝ち取って設立されました。フォクトは2005年からスイス連邦工科大学チューリッヒ校ランドスケープ学専攻の担当准教授でしたが、2008年に教授になりました。 2007年から2011年に同大学チューリッヒ校NSL（ネットワーク都市と景観学部）の専攻長を務め 、2012年秋学期はハーバード大学大学院でデザインを教えました 。 

## 業績
テート現代美術館の外装スペース、ミュンヘンのアリアンツ・アレーナフットボールスタジアム周辺の広場、 チューリッヒ動物園 Masoala Hallなどのプロジェクトだけでなく、Hotel Greulich in Zurich、ロンドンのラバンダンスセンターなどのプロジェクトを通じて国際的な名声を得ていきました。 今日では、Vogt事務所は約40人の従業員と、建築家や芸術家と密接に協力しながら、次のようなさまざまな種類と規模の国際プロジェクトで活動しています。 
フォクトは、様々な種類と規模の国際的なプロジェクトで建築家や芸術家との緊密な協力で多くの仲間と連携して活動。事務所での業務の特徴は、離れてフロアプランの鳥瞰図と三次元で真の視点でプランナーをもたらすことを目指してモデルを構築しているという。 
- アスリートビレッジ 2012、ロンドン（ イーストビレッジ ）
- 欧州中央銀行 、フランクフルト（建築担当： コープ・ヒンメルブラウ（l）au ）
- クロスタープラッツと修道院アインジーデルン 、スイス連邦共和国の修道院の中庭
- クヴァドラ 、エーベルトフト（芸術： オラファー・エリアソン ）
- 香港M +博物館（建築： ヘルツォーク&ド・ムーロン ）
- カルカッタ近代美術館（建築：ヘルツォーク&ド・ムーロン）
- バーゼル・ノバルティス社キャンパスパーク・室内の熱帯温室（Kunst u。   A。 Dan GrahamとOlafur Eliasson）
- ノバルティス・キャンパス、グリーン、バーゼル（建築：フランク・ゲーリー ）
- スイス国立博物館 、チューリッヒ（建築：Christ and Gantenbein）
- チューリッヒのFIFA本社 （建築： Tilla Theus ）
- テート・オブ・モダンアート ・2ステージ、ロンドン（建築：ヘルツォーク&ド・ムーロン）

この他、マゾアラ・ホール、チューリッヒ動物園、 moving nature（ジャン・ヌーベルと）、 チューリッヒのホテルザイ・ラバンの中庭、 ミュンヘンのバーンホーフプラッツ・レジデンツ、 フランクフルト欧州中央銀行（コープヒンメルブラウと） スイスのアインジーデルン、 ブレゲンツ美術館（ピーター・ズントーと） ロンドンのストラト開発（選手村）、 ロンドンのダンスセンターなど、多数。 
フォクト・ランドシャフツアルキテクテンの作品は、環境を徹底的に調べることを特徴としています。 オフィスの仕事の特徴は、モデルのデザインです。これは、平面図を鳥瞰図から遠ざけ、ユーザーの立体的で真の視点に近づけることを目的としています。 

## 出版著書
- GüntherVogt： "ミニチュアとパノラマ - Vogtランドスケープアーキテクトは2000年から2006年まで働く"、 LarsMüllerPublishers 2006、ISBN 3-03778-068-1
- Alice Foxley、Vogtランドスケープアーキテクト： "距離と婚約 - ウォーキング、思考、ランドスケープの作成"、 LarsMüllerPublishers 、2010年、ISBN 978-3-03778-196-8
- ドミニク・ギギ議長GüntherVogt、建築学部、ETHチューリッヒ： "保育園 - 都市ジャングルの耕作"、LarsMüllerPublishers、2010、ISBN 978-3-03778-217-0
- Franziska Bark、ETH Zurich、建築学部、GüntherVogt議長：「庭で幸せを見つけよう」、 LarsMüllerPublishers 、2011、ISBN 978-3-03778-247-7
- GüntherVogt： "ミニチュアとパノラマ - Vogtランドスケープアーキテクトプロジェクト2000-2012"、 LarsMüllerPublishers 、2012、ISBN 978-3-03778-233-0
- Marcel Meili、Markus Peter 、Vogtランドスケープアーキテクト：「スイスの5か所」、チューリッヒ、2012年